# Tachinobia repanda
Tachinobia repanda är en stekelart som beskrevs av Boucek 1977. Tachinobia repanda ingår i släktet Tachinobia och familjen finglanssteklar.
Artens utbredningsområde är:
- Kuba.
- Papua Nya Guinea.
- Thailand.

Inga underarter finns listade i Catalogue of Life.